# Racomitrium brevisetum
Racomitrium brevisetum är en bladmossart som beskrevs av Lindberg 1872. Racomitrium brevisetum ingår i släktet raggmossor, och familjen Grimmiaceae. Inga underarter finns listade i Catalogue of Life.